# 青山陽一
青山 陽一（あおやま よういち、1963年8月26日 - ）は、長野県長野市出身のシンガーソングライター・ギタリストである。

## 略歴
音楽専門学校を卒業後、1985年、大田譲（現カーネーション）らとバンドGRANDFATHERSを結成。ナゴムレコード、メトロトロン・レコードより作品を発表。1990年にメトロトロン・レコードより初のソロアルバムを発表。
1992年のバンド活動停止後はソロ作品を発表するかたわら、バックバンド「THE BLUEMOUNTAINS」（the BM's）を率いてライブ活動を行う。現在のメンバーは中原由貴、千ヶ崎学、伊藤隆博など。
1998年に徳間ジャパンコミュニケーションズよりメジャー・デビュー。
2004年、Dreamusicに移籍。
2010年、スティーヴ・ウィンウッドオフィシャルサイト主催の「Can't Find My Way Home」カヴァー・コンテストで2位を獲得。

## 人物
身長175cm、体重59kgの体型は中学時代から変わっていないとのこと。20代の頃からかけ始めたメガネがトレードマークである。書籍「メガネ男子」にてインタビューが掲載されている。
中日ドラゴンズの大ファンである。栗や芋をベースにした菓子が好物である。
カーネーションの直枝政広とは、誕生日（8月26日）と血液型（B型）が同じという縁があり、「B826」なるユニットを組んでいたこともある。ただし年齢は青山が4歳下である。
ファン制作のフリーペーパー「roughmix」にてエッセイを連載していた時期がある。現在も「レコード・コレクターズ」などの雑誌にたびたび寄稿している。

## ディスコグラフィー

### シングル
- 最後はヌード（1998年12月23日）
  - NHK-FM「ライブ・ビート」の1999年1月のエンディングテーマ。
- STARLAB（2000年1月19日）
- 難破船のセイラー（2001年4月25日）
- Come And Go（2002年6月26日）
- Guitar=Organ=Drums、Just One Note、Freedom、Barizogon、Friday Rider(Live)、Who Knows What Tomorrow May Bring(Live)（2009年8月5日）
- 夏は喧騒なり（2011年8月24日）※iTunes他デジタル配信

### アルバム
- SINGS WITH THE BLUEMOUNTAINS（1990年5月20日）
  - プロデュースは鈴木博文と直枝政太郎。

- Home Fever（1993年6月6日）
- one or six（1995年10月10日）
  - タイトルの意味は、ひとりで録音した作品と6人編成のバンドで録音した作品とが半分ずつ収録されていることから。

- Ah（1997年11月15日）
- SO FAR,SO CLOSE（1999年1月21日）
  - メジャー・デビュー・アルバム。
  - 収録曲「ベッドが走る」は、オムニバス「喫茶ロックNOW」にも収録された。

- SONGS TO REMEMBER（1999年2月24日）
  - メトロトロン・レコード時代の代表曲を集めたベスト・アルバム。
  - GRANDFATHERSのベスト盤「Golden Harvest」と同時発売。

- EQ（2000年2月23日）
  - 真城めぐみ、ポコペンなどがゲスト・ヴォーカリストとして参加。

- Bugcity（2001年6月6日）
  - キリンジの堀込泰行がゲスト・ヴォーカリストとして参加。

- jaw（2002年8月7日）
- ODREL（2004年5月26日）
- Broken Words And Music（2005年12月21日）
  - 徳間ジャパン移籍後の代表曲を集めたベスト・アルバム。

- DEADLINES（2006年9月20日）
- Blues For Tomato（2011年10月19日）

### DVD
- センス溢れるギタリストのためのハイセンス・ギター・ワーク（2005年1月21日）
- Broken Words And Music In Concert（2006年3月24日）

### 参加作品
- 松江潤「サニー・ポップ・ジェネレーション」（1993年）
  - 「シャルル・ピカデリー」コーラス
- カーネーション「EDO RIVER」（1994年）
  - 「今日も朝から夜だった」コーラス
- 五島良子
  - 「PIERCED」（1996年）作詞、 ギター
  - 「THE MUSICAL CHIMES」（1997年）作詞、ギター、コーラス
- トッド・ラングレン・トリビュート・アルバム「トッドは真実のスーパースター」（1997年）
  - 鈴木慶一「the sons of 1984」ヴォーカル
- MUSEUM OF PLATE「OFFER」（1997年）
  - M-7「10little Cowgirls Before Action」スライド・ギター
- はっぴいえんど トリビュート・アルバム「HAPPY END PARADE～tribute to はっぴいえんど～」（2002年5月22日）
  - M-3「花いちもんめ」／青山陽一 featuring 鈴木茂
- 小林建樹『WINDOW』（2003年8月20日）
  - M-6「6月のマーチ」ギター
- さかなトリビュートアルバム「いろんな場所に君をつれてゆきたい」（2004年）
  - 「LOCOMOTION」
- 堀込高樹『Home Ground』（2005年11月23日）
  - M-7「AIR GUITAR」ギター
- オムニバス「GO-GO KING RECORDERS ORIGINAL RECORDINGS vol.1」（2006年3月22日）
  - M-11.「Hurricane/カーネーション」ギター、コーラス
- bird「BREATH」（2006年10月4日）
  - M-7.「マイ ペン ライ」作曲
- 細野晴臣トリビュート・アルバム「STRANGE SONG BOOK -Tribute to Haruomi Hosono 2-」（2008年）
  - Disc1-M7「福は内鬼は外」 鈴木茂＋青山陽一
- 朝日美穂「夏のトレモロ」ギター（2008年）
- ジム・オルーク『All Kinds of People ～Love Burt Bacharach～』（2010年4月7日）
  - M-5「You'll Never Get To Heaven」ヴォーカル・ギター
- 冨田ラボ『Joyous』（2013年10月23日）
  - M-8「私の夢の夢」作詞